# Zazaqui
El zazaqui (en zazaqui: zazaki), també anomenat zazaki, kirmanjki, kirdki i dimli és una llengua indoeuropea parlada pels zazes, a l'Anatòlia oriental (Turquia). La llengua forma part del grup nord-occidental de les llengües iranianes de la família indoeuropea, i pertany als grups dialectals Zaza-Gorani i del Caspi. El zazaqui comparteix molts trets, estructures i vocabulari amb el gorani. El zazaqui també té algunes similituds amb el talyshi i altres llengües caspianes.
El zazaqui presenta moltes similituds d'estructura i vocabulari amb el gilaki, parlat a l'Iran, a la costa de la mar Càspia.

## Parlants
Segons el cens turc, en 1965 hi havia 171.057 parlants de zazaqui (el 0,54% de la població total), dels quals 150.644 l'utilitzaven com a segona llengua, i 20.413 com a llengua materna. Tanmateix, segons Ethnologue (que cita [Paul 1998]), el nombre de parlants oscil·la entre 1,5 i 2,5 milions (inclosos tots els dialectes). Segons Nevins, el nombre de parlants de zazaqui suma entre 2 i 4 milions.

## Dialectes
Hi ha tres principals dialectes zazaqui:
- Zazaqui del nord:[5] És parlat a les províncies de Tunceli, Erzincan, Erzurum, Sivas, Gumushane, Mus (Varto) i Kayseri (Sariz). Té els subdialectes:

- Dersim occidental
- Dersim oriental
- Varto
- Dialectes de frontera com Sarız, Koçgiri (Giniyan)

- Zazaqui central: És parlat a les províncies d'Elazığ, Bingöl, Solhan, Girvas i Diyarbakır. Té els subdialectes:

- Bingol
- Palu
- Dialectes de frontera com Hani, Kulp, Lice, Ergani, Piran

- Zazaqui del sud:[7] És parlat a les províncies de Şanlıurfa (Siverek), Diyarbakır (Cermik, Egil), Adiyaman i Malatya. Té els subdialectes

- Siverek
- Cermik, Gerger
- Dialectes de frontera com Mutki i Aksaray

## Literatura i programes de radiodifusió
Les primeres declaracions escrites en zazaqui van ser compilades pel lingüista Peter Lerch en 1850. Dos documents importants són els escrits religiosos d'Ehmedê Xasi de 1899, i d'Usman Efendiyo Babıc (publicades a Damasc en 1933 per Celadet Bedir Khan); ambdós treballs estan escrits en alfabet àrab.
L'ús de l'alfabet llatí per escriure zazaqui es va fer popular en la diàspora de Suècia, França i Alemanya al començament de la dècada de 1980. Això va ser seguit per la publicació de revistes i llibres a Turquia, sobretot a Istanbul. Els esforços dels intel·lectuals zazes per avançar en la comprensió de la seva llengua materna utilitzant aquest alfabet ajudà a multiplicar el nombre de publicacions en zazaqui. Aquest redescobriment de la cultura nativa pels intel·lectuals zazes no només va causar un renaixement de la llengua i la cultura zaza sinó també que desencadena sentiments entre les generacions més joves de zazes (que, no obstant això, poques vegades parlen zazaqui com a llengua materna) a favor d'aquest ús modern occidental del zazaqui, revifant el seu interès en la seva llengua ancestral.
La diàspora també ha generat una quantitat limitada de radiodifusió en zazaqui. D'altra banda, després d'eliminar les restriccions als idiomes locals a Turquia durant el seu moviment cap a una eventual adhesió a la Unió Europea, la televisió estatal turca TRT la televisió va llançar un programa de televisió i un programa de ràdio en zazaqui els divendres.

## Classificació

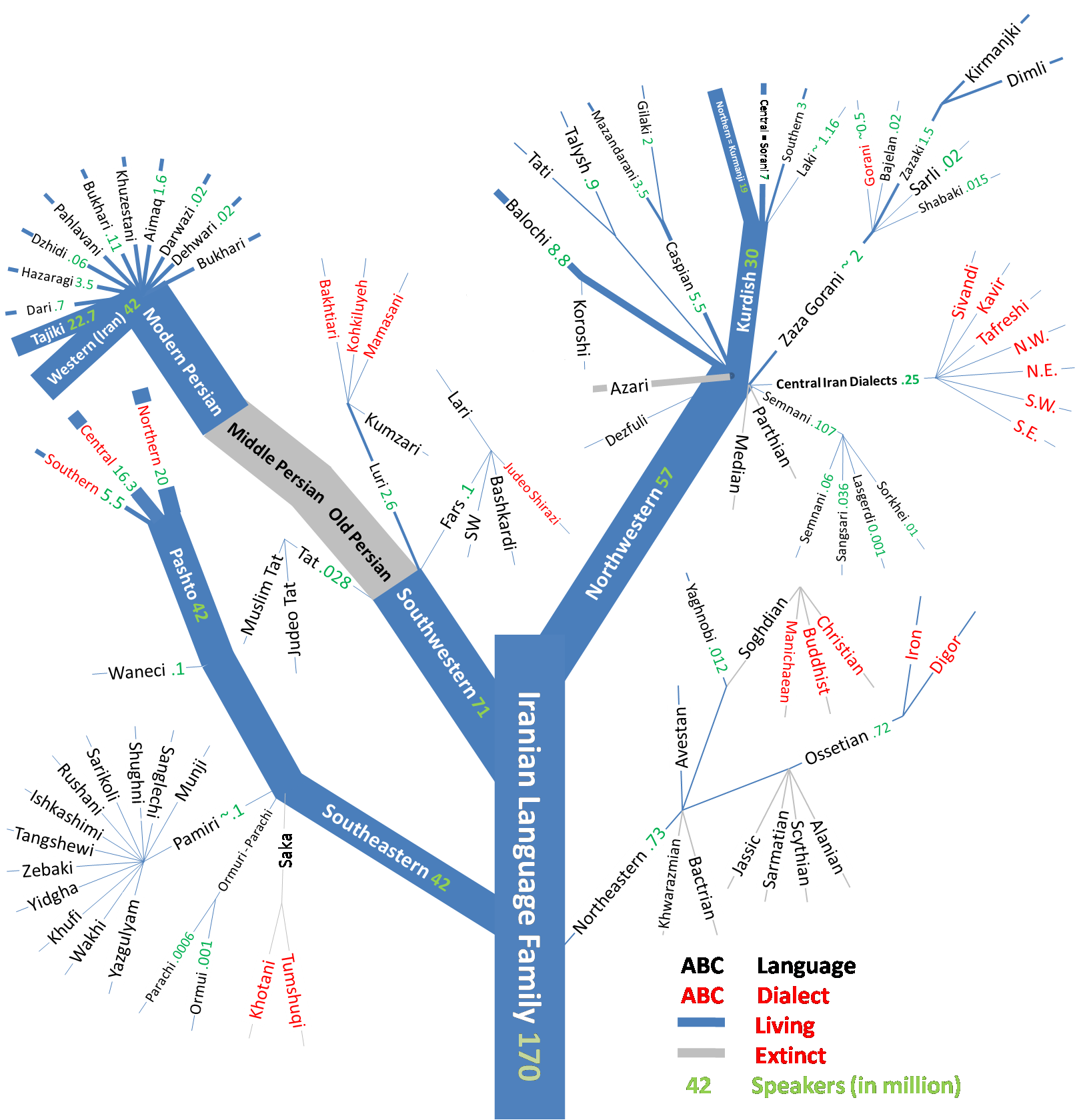
Arbre de les llengües iranianes

El zazaqui és una llengua iraniana de la família indoeuropea. Des del punt de vista de la llengua parlada, els seus parents més propers són els mazanderani, Hewrami, gilaki i altres llengües caspianes. No obstant això, la classificació del zazaqui ha estat un tema de discussió política. De vegades se'l classifica com un subdialecte del kurd, però això és discutit. La majoria de parlants zazaqui al Kurdistan s'identifiquen com a kurds ètnics mentre que altres no.
A les llistes "Nota d'Antecedents" del Departament d'Estat dels Estats Units enumera el zazaqui com una de les principals llengües de Turquia, juntament amb el turc (oficial), kurd, armeni, grec, i àrab. Els lingüistes connecten la paraula Dimli amb els daylamites de les muntanyes Alborz vora els marges de la mar Càspia a l'Iran i creuen que els Zazes emigraren des de Deylaman cap a l'oest. El zazaki mostra moltes connexions amb les llengües iranianes de la regió del Caspi, especialment el gilaki.
La llengua zazaqui mostra similituds amb el hewrami o gorani), Shabaki i Badjalan. Les llengües Gorani i Shabaki són parlades en la frontera entre Iran i Iraq; tanmateix, es creu que els parlants d'aquestes llengües emigraren del nord de l'Iran a la seva ubicació actual. Aquestes llengües sovint són classificades plegades en el grup de llengües Zaza-Gorani.

### Correspondències fonològiques del zazaqui i altres llengües iranianes
| PIE.            |  | Persa antic | Pahlaví | Persa |  | Avèstic | Part   | Zazaqui                     | Kurd      |  | Català  |
| *ḱ              |  | θ           | h       | h     |  | s       | s      | s                           | s         |  | -       |
| --------------- |  | ----------- | ------- | ----- |  | ------- | ------ | --------------------------- | --------- |  | ------- |
| ?               |  | ?           | māhīg   | māhi  |  | masya   | māsyāg | māsa                        | māsî      |  | Peix    |
| *ǵ(h)           |  | d           | d       | d     |  | z       | z      | z                           | z         |  | -       |
| ǵno-            |  | dān-        | dān-    | dān-  |  | zān-    | zān-   | zān-                        | zān-      |  | Coneix  |
| *kʷ             |  | č           | z       | z     |  | č       | ž      | j, ž, z                     | ž         |  | -       |
| *leuk-          |  | raučah      | rōz     | ruz   |  | raočah  | rōž    | roje,                       | rož       |  | dia     |
| *gʷ             |  | j           | z       | z     |  | j       | ž      | j                           | ž         |  | -       |
| * gwen-         |  | ?           | zan     | zan   |  | jaini   | žan    | jani                        | žin       |  | dona    |
| *d(h)w-         |  | duv-        | d-      | d-    |  | dv-     | b-     | b-                          | d-        |  | -       |
| * d (h)war-     |  | d u var-    | dar     | dar   |  | d var-  | bar    | -bar                        | darî      |  | porta   |
| *sw-            |  | (h)uv-      | xw-     | x-    |  | xv-     | wx-    | w-                          | xw-       |  | -       |
| * s wesor       |  | ?           | x wāhar | xāhar |  | xvahar  | w xar  | wā                          | x weh     |  | germana |
| *-rd(h),*-ld(h) |  | -rd         | -l      | -l    |  | -rd     | -r(δ)  | -r̄                          | uncertain |  | -       |
| *ḱered          |  | θar(a)d-    | sal     | sāl   |  | sarəδ-  | ?      | sar i                       | sāl       |  | any     |
| *-rǵ(h),*-lǵ(h) |  | -rd         | -l      | -l    |  | -rz     | -rz    | -rz                         | uncertain |  | -       |
| ?               |  | ?           | hil-    | hel-  |  | harəz-  | hir z- | ar z- (canvi de significat) | hêl-      |  | deixar  |
| *-m             |  | -m          | -m      | -m    |  | -m      | -m     | -m                          | -v/w      |  | -       |
| nomn̥            |  | nāman-      | nām     | nām   |  | nāman-  | nām    | nāme                        | nāv, nāw  |  | nom     |
| *w-             |  | v-          | w-      | b-    |  | v-      | w-     | v-                          | b-        |  | -       |
| * wīk'm̥tī       |  | ?           | wīst    | bist  |  | vīsiti- | wīst   | vist                        | bîst      |  | vint    |

## Alfabet
L'alfabet zazaqui consta de 31 lletres:
| Lletra       | A a | B b | C c  | Ç ç  | D d | E e | Ê ê | F f | G g | H h | I i | Î î | J j | K k | L l | M m | N n | O o | P p | Q q | R r | S s | Ş ş | T t | U u | Û û | V v | W w | X x | Y y | Z z |
| Nom          | a   | be  | ce   | çe   | de  | e   | ê   | fe  | ge  | he  | i   | î   | je  | ke  | le  | me  | ne  | o   | pe  | qe  | re  | se  | şe  | te  | u   | û   | ve  | we  | xe  | ye  | ze  |
| Pronunciació | /a/ | /b/ | /dz/ | /ts/ | /d/ | /ɛ/ | /e/ | /f/ | /ɡ/ | /h/ | /ɪ/ | /i/ | /ʒ/ | /k/ | /l/ | /m/ | /n/ | /o/ | /p/ | /q/ | /r/ | /s/ | /ʃ/ | /t/ | /y/ | /u/ | /v/ | /w/ | /x/ | /j/ | /z/ |

Notes
1. ↑  /dʒ/ abans /e i y/
2. ↑  /tʃ/ abans /e i y/